# Абай Кунанбаев
Ибрахим Кунанба̀ев (1845 – 1904), известен с псевдонима Аба̀й Кунанба̀ев или само като Абай, е казахски поет, писател, композитор, мислител и обществен деец.
Считан е за основоположник на казахската класическа литература и съвременния книжовен казахски език.
Възпява обединяването на казахските родове, осъжда родовата вражда и зове към знание и култура. Обогатява казахската поезия с нови размери и рими. Поеми: „Масгуд“ (1887), „Искандер“ и други.

## Дискография
- Various – Қазақтың ән-күйі – ұлттық тәрбиенің көзі, лейбъл Шикула и К (2013).[5]